# Plasa Periam, județul Timiș-Torontal
Plasa Periam din județul Timiș-Torontal a fost o unitate administrativă din cadrul județul Timiș-Torontal. Reședință de plasă era localitatea omonimă, comuna Periam, astăzi sediu de comună din județul actual Timiș.

## Organizare
Teritoriul județului era împărțit inițial în zece plăși, iar ulterior în treisprezece plăși:
1. Plasa Buziaș (cu 25 de comune),
2. Plasa Centrală (cu 23 de comune),
3. Plasa Ciacova (cu 17 comune),
4. Plasa Deta (cu 16 comune),
5. Plasa Jimbolia (cu 10 comune),
6. Plasa Lipova (cu 27 de comune),
7. Plasa Periam (cu 17 comune),
8. Plasa Recaș (cu 29 de comune),
9. Plasa Sânnicolaul Mare (cu 13 comune),
10. Plasa Vinga (cu 18 comune),
11. Plasa Comloș (cu 9 comune, înființată ulterior),
12. Plasa Gătaia (cu 17 comune, înființată ulterior) și
13. Plasa Giulvăz (cu 16 comune, înființată ulterior).

## Populație
Conform datelor recensământului din 1930 populația județului era de 499.443 de locuitori, dintre care 37,6% români, 34,9% germani, 15,4% maghiari, 5,8% sârbi și croați ș.a. Din punct de vedere confesional majoritatea locuitorilor erau romano-catolici (48,6%), urmați de ortodocși (41,1%), greco-catolici (2,8%), reformați (2,5%) ș.a.

### Mediul urban
În anul 1930 populația urbană a județului (municipiul Timișoara și orașul Lipova) era de 97.580 locuitori.